# Albrecht Steger
Albrecht Steger (* 26. Mai 1887 in Augsburg; † 26. März 1960 in Bad Griesbach im Rottal) war ein deutscher Verwaltungsjurist und Landrat.

## Leben
Nach dem Abitur am Ignaz-Günther-Gymnasium in Rosenheim absolvierte Albrecht Steger ein Studium der Rechtswissenschaften an der Ludwig-Maximilians-Universität München, legte die erste juristische Staatsprüfung ab und leistete den dreijährigen Vorbereitungsdienst (Referendariat), der ihn zum Amtsgericht Rosenheim, Landgericht Kempten und zum Bezirksamt Rosenheim führte. Als Kriegsfreiwilliger leistete er Kriegsdienst und machte 1919 das Große juristische Staatsexamen. Anschließend als Assessor im Landkreis Roding eingesetzt, wurde er dort im Jahre 1920 als Bezirksamtmann Leiter der Verwaltung. 1925 wechselte er in gleicher Funktion zum Bezirksamt Pfarrkirchen. Zum 20. April 1933 trat er in die NSDAP ein (Mitgliedsnummer 1.859.818) und wurde dort Kreisausbildungsleiter und Kreisgerichtsbeisitzer. 1933 wurde er zudem Mitglied der SA im Rang eines SA-Oberscharführers. Im Juli 1933 zum Regierungsrat ernannt, folgte am 16. Mai 1935 die Ernennung zum Bezirksamtsvorstand (ab 1939 Landrat) des Bezirksamtes Griesbach im Rottal (ab 1939 Landkreis Griesbach im Rottal). Steger wurde 1939 zum Kriegsdienst eingezogen, der bis Mitte August 1941 dauerte, als er zum Sonderstab des Reichsministers für die besetzten Ostgebiete abgeordnet wurde. Mitte August 1942 übernahm er die Geschäfte des Landrats in Pfarrkirchen. Mit der Entlassung aus dem Dienst folgte die Internierung. Im Entnazifizierungsverfahren im Dezember 1947 stufte ihn die Spruchkammer Griesbach als Mitläufer ein mit der Folge, dass ihm zunächst Ruhestandsbezüge in Höhe von 50 % zugestanden wurden. 1949 wurde dieser Satz auf 80 % erhöht.